# Wintzenheim-Kochersberg
Wintzenheim-Kochersberg es una localidad y comuna francesa, situada en el departamento de Bajo Rin en la región de Alsacia.

## Demografía
| 223 | 225 | 258 | 252 | 269 | 269 |
| Para los censos de 1962 a 1999 la población legal corresponde a la población sin duplicidades (Fuente: INSEE [Consultar]) |     |     |     |     |     |